# Kapitulation B.o.N.n.
Kapitulation B.o.N.n. ist eine im Jahre 1989 gegründete deutsche Punkrockband. Die Band aus Hessen spielt Deutschpunk mit gesellschaftskritischen und politischen bis radikalen Texten.
Der Name B.o.N.n. steht nach Angaben der Band nicht nur für den ehemaligen Regierungssitz, sondern auch für jeden anderen Ort auf der Welt.

## Geschichte
Im April 1989 gründeten Sänger Rainer, Gitarrist Stephan, Bassist Clemens und Schlagzeuger Oliver die Deutschpunkband Kapitulation B.o.N.n., die am 30. September desselben Jahres ihr erstes Konzert in einem Wetzlarer Jugendzentrum spielte. Anfang 1990 spielte die Band erste Demoaufnahmen ein. Zwei Jahre später war die Band auf dem deutschen Punksampler Schlachtrufe BRD II vertreten.
Im Jahr 1993 veröffentlichten sie dann ihr Debütalbum Stille Nacht und waren auf dem Sampler Die deutsche Punkinvasion vertreten. Im gleichen Jahr verließ auch Gitarrist Stephan die Band und wurde durch Guy S. ersetzt. 
1994 ersetzte Jens K. den zweiten Gitarristen Christian. Das zweite Album Feuer! wurde 1996 veröffentlicht und ein Jahr später folgte das Album Blut. 1998 ging Kapitulation B.o.N.n. zusammen mit Bums, Die Zusamm-Rottung und Daily Terror auf die „Schlachtrufe BRD Festival-Tour“.
1998 erschien die EP Am Fenster. Der Titelsong ist eine Coverversion des gleichnamigen Songs der DDR-Band City.
2003 wurde Gitarrist Guy durch Basti ersetzt und die Band begann mit den Proben für das neue Album Helden, das im April 2004 erschien.
2005 wurden die Alben Feuer! und Blut über Messias Medien neuaufgelegt und um diverse Bonustracks ergänzt. Im gleichen Jahr wurde die  „Schlachtrufe BRD Festival-Tour“ erneut aufgelegt. Kapitulation B.o.N.n. tourten mit Daily Terror, Molotow Soda, Allgemeines Chaos Kommando, Popperklopper, S.i.K. und Fahnenflucht.

## Musikstil
Musikalisch orientierte sich die Band am typischen Deutschpunk der 1990er Jahre, wobei insbesondere auf den späteren Alben auch am Metal orientiert sind. Textlich war die Band vor allem politisch engagiert. Erst auf dem letzten Album Helden fanden vermehrt persönliche Themen ihren Eingang.

## Diskografie

### Alben
- 1993: Stille Nacht (Messias Medien)
- 1996: Feuer! (A.M. Music)
- 1997: Blut (A.M. Music)
- 2004: Helden (Riot Records)

### Demoaufnahmen
- 1991: Die erste Versuchung

### EPs
- 1998: Am Fenster (Messias Medien)